# 파니니
파니니(산스크리트어: पाणिनी, 기원전 520년 ~ 기원전 460년)는 십육대국 시대에 활동한 고대 인도의 문법학자이다. 기존 베다 시대의 베다 산스크리트어 문법을 총 3,959개의 규칙으로 정리함으로써 오늘날 널리 사용되는 산스크리트어 체계인 고전 산스크리트어를 확립하였다.
19세기에 유럽 학자들이 파니니의 작품을 발견하고 출판한 이래, 파니니는 최초의 기술언어학자로 간주되고 있으며, 언어학의 아버지로 불린다. 파니니의 문법은 페르디낭 드 소쉬르, 레너드 블룸필드와 같은 기초 언어학자에게 영향을 미쳤다.

## 같이 보기
- 고전 산스크리트어
- 베다 산스크리트어
- 언어학
- 페르디낭 드 소쉬르
- 레너드 블룸필드